# Agrotis bilix
Agrotis bilix är en fjärilsart som beskrevs av Achille Guenée 1852. Agrotis bilix ingår i släktet Agrotis och familjen nattflyn. Inga underarter finns listade i Catalogue of Life.